# Sutomore
Sutomore je naselje v Črni gori, ki upravno spada pod občino Bar.

## Zemljepis
Naselje se nahaj v bližini mesta Bar in se lahko razdeli na tri območja: Polje, kjer živijo stalni prebivalci naselja in ki je umeščeno na vzhodnem delu Spičanskega polja, obalo v dolžni približno 2 km, kjer so zgrajeni turistični objekti ter na okoliška naselja Rutke, Brca, Nehaj, Mišići. Glavna ulica v naselju povezuje obalo in Polje. Na ulici se nahajajo osnovna šola, vrtec, poštni urad in zdravstvena postaja.
Nad naseljem Sutomore se nahaja trdnjava Haj-Nehaj.

## Zgodovina
Prvi naseljenci na območje okoli Sutomora in Čanja, imenovano Spič, so prišli v 16. stoletju. Vse do 18. stoletja so se na območju Sutomora nahajali vinogradi, od katerih sta bila največja vinograda na Spičanskem Polju in v Brci. Samo mesto Sutomore je nastalo leta 1882 z naselitvijo ribiških družin ob obali.
Sutomore se je imenovalo Spizza v času Beneške republike od leta 1420 do 1797 in so pripadale Albanski Benečiji, razen kratkotrajnih otomanskih okupacij.
V 19. stoletju so Sutomore postale del habsburškega cesarstva in kasneje Avstro-ogrskega cesarstva. Ime mesta je bilo takrat Spitza (Spica) in to je bilo najjužnejše naselje cesarstva. Avstrijski popis iz leta 1910 navaja, da so v Spici v začetku dvajsetega stoletju obstajale beneško govoreče družine.
O zgodovini Spiča je pisal leta 1911 Ivo Bašić v Cetinjskem zborniku.. 

## Demografija
V naselju po popisu lz leta 2003 živi 1827 prebivalcev, ter leta 2011 2004 prebivalci.
| Pregled števila prebivalstva po letih | Pregled števila prebivalstva po letih | Pregled števila prebivalstva po letih | Pregled števila prebivalstva po letih | Pregled števila prebivalstva po letih | Pregled števila prebivalstva po letih | Pregled števila prebivalstva po letih | Pregled števila prebivalstva po letih | Pregled števila prebivalstva po letih |
| ------------------------------------- | ------------------------------------- | ------------------------------------- | ------------------------------------- | ------------------------------------- | ------------------------------------- | ------------------------------------- | ------------------------------------- | ------------------------------------- |
| 1948                                  | 1953                                  | 1961                                  | 1971                                  | 1981                                  | 1991                                  | 2003                                  | 2011                                  | 2023                                  |
| 72                                    | 177                                   | 206                                   | 553                                   | 765                                   | 1123                                  | 1827                                  | 2004                                  | 1875                                  |

Na povečanje števila prebivalcev vpliva predvsem priseljevanje z manj razvitih območij Črne gore in razseljenih oseb s Kosova. Širše območje Sutomora z okoliškimi naselji Brca, Miljevci, Papani, Zgrade, Zagrađe in Zankovići šteje okoli 4.000 prebivalcev.

## Etnična sestava prebivalstva
Po popisu iz leta 2003 je etnična sestava prebivalstva naslednja:
- Srbi 848 (46,41%)
- Črnogorci 769 (42,09%)
- Muslimani 34 (1,86%)
- Hrvati 15 (0,82%)
- Madžari 9 (0,49%)
- Makedonci 7 (0,38%)
- Albanci 6 (0,32%)
- Jugoslovani 6 (0,32%)
- Bošnjaki 4 (0,21%)
- Italijani 3 (0,16%)
- Slovenci 1 (0,05%)
- Rusi 1 (0,05%)
- Nemci 1 (0,05%)
- Neznano 3 (0,16%)

## Turizem
Najpomembnejša gospodarska dejavnost v naselju je turizem. Je priljubljena letoviška destinacija predvsem med gosti iz Črne gore in okoliških regij. Zaradi svoje 2 km peščene plaže in nočnega življenja je predvsem med mladimi priljubljeno letovišče v času vikendov. Avgusta meseca zabeležijo v Sutomoru tudi do 10.000 nočitev dnevno. Na plažni promenadi so številni bari, kavarne, restavracije, lokali s hitro prehrano in nočne klubi, hkrati pa so Sutomore cenovno ugodnejše od »višjega razreda« Budve.

## Prometna povezanost
Sutomore se nahajajo na Jadranski avtocesti (E65 / E80) in so preko tunela Sozina, poimenovanega po naselju Sozina povezana s Podgorico in notranjo Črno goro. V naselju je tudi železniško postajališče na progi Beograd - Bar. Zaradi enostavnosti dostopa, skupaj s peščeno plažo, so Sutomore postale zelo priljubljena destinacija. Vendar je veliko število turistov v kombinaciji z neformalnim in spontanim gradbenim razcvetom ter pomanjkanjem urbanističnega načrtovanja prispevalo h kroničnim prometnim zastojem. Ker tranzitni promet od notranjosti Črne gore in Podgorice do Bara poteka naravnost skozi mesto, so prometni zastoji in prenatrpane ulice v poletnih mesecih nekaj povsem vsakdanjega.
Najbližji mednarodni letališči sta v Podgorici in v Tivtu.